# Zio Vanja
Zio Vanja (in russo Дядя Ваня?, Djadja Vanja), in alcune edizioni italiane Zio Vania, è un dramma dell'autunno 1896 o 1897 di Anton Čechov. È considerata una delle sue opere più importanti.

## Trama
Primo atto
Nel giardino della tenuta del professor Serebrijakov il dottor Astrov discute con la balia Marina di quanto sia noiosa e frustrante la vita del dottore di campagna. Arriva Vanja e il discorso si sposta su quanto l'ordine della casa si sia scomposto con l'arrivo del professore e della sua giovane seconda moglie, Elena. Dove prima c'erano metodo e lavoro ora c'è confusione e pigrizia.
Vanja disprezza il professore per la sua pomposità e per la sua inconcludenza, e deplora il fatto che una bella e giovane donna come Elena si sia legata a lui, gettando al vento la sua vita. Sua madre - ed ex suocera del professore - Marija invece idolatra il professore e rimprovera Vanja per i suoi commenti irrispettosi.
L'atto I si conclude con la dichiarazione di amore di Vanja a Elena e la reazione esasperata della donna.
Secondo atto
A tarda notte, il professor Serebriakov si lamenta per i dolori e per l'età; arriva il dottor Astrov, che Sonja - figlia di primo letto del professore - ha mandato a chiamare, ma lui rifiuta di farsi visitare.
Quando il professore si addormenta, Elena e Vanja hanno una lunga discussione: lei parla del malessere e della discordia che si respirano in casa, mentre Vanja le parla delle proprie speranze distrutte e della giovinezza rovinata e associa il suo amore frustrato per Elena con il fallimento della propria vita. Elena rifiuta di ascoltarlo ancora e se ne va. Solo, Vanja si chiede come mai non si sia innamorato di Elena dieci anni prima, quando avrebbero potuto sposarsi ed essere felici. A quel tempo Vanja credeva nella grandezza del professore e lo adorava: ora invece si è reso conto che il professore non è che un mediocre e che la vita al suo servizio è stata sprecata.
Astrov torna e si ubriaca in compagnia di Vanja.
Mentre si prepara una tempesta, Astrov e Sonja commentano l'atmosfera soffocante della casa: secondo il dottore Serebrijakov è difficile da sopportare, Vanja è un ipocondriaco ed Elena è affascinante ma pigra. Si lamenta per il fatto di non amare nessuno. Sonja supplica Astrov di smettere di bere, sollecitandolo a fare qualcosa di positivo anziché dedicarsi alla propria autodistruzione. Durante il dialogo diventa chiaro che Sonja ama Astrov e che lui non se ne rende conto.
Quando il dottore se ne va, Elena offre a Sonja di fare pace. Si capisce che le due donne hanno passato un lungo periodo di reciproca rabbia e antagonismo. Elena spiega a Sonja come, al tempo del matrimonio, il suo amore per il professore fosse sincero, anche se successivamente esso è sfumato. Mentre Elena confessa la propria infelicità, Sonja loda le molte virtù del dottor Astrov. Elena vorrebbe suonare il piano, ma il marito glielo impedisce.
Terzo atto

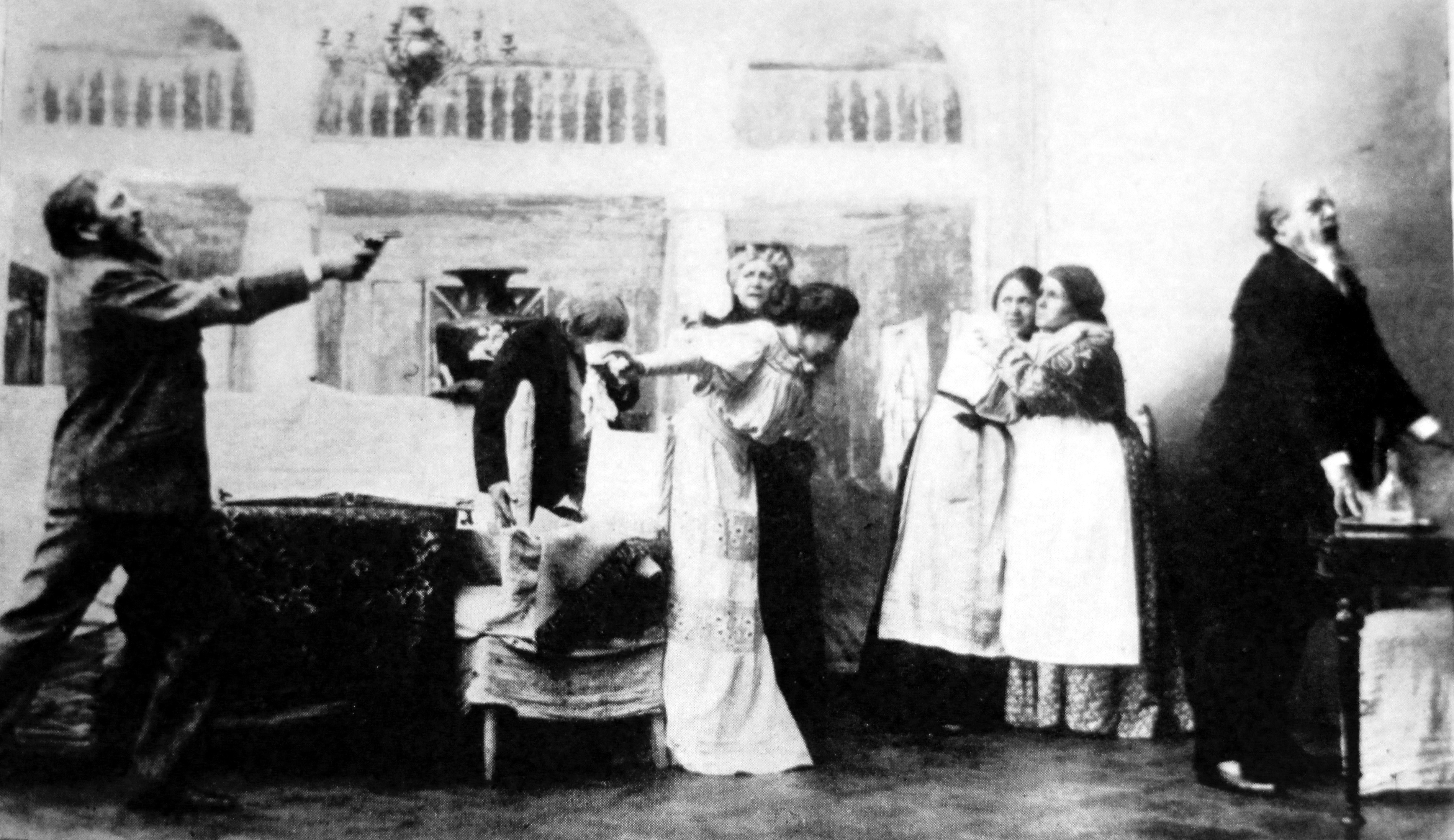
Scena dal Terzo atto, Teatro d'arte di Mosca (1899)

Vanja, Sonja ed Elena attendono il professore, che li ha convocati. Vanja tenta ancora un approccio con Elena, costringendola ancora una volta a ritrarsi. Sonja confida a Elena il suo amore per Astrov, ed attribuisce il fatto che lui non la noti al suo scarso fascino. Elena si offre di interrogare il dottore sui suoi sentimenti per la figliastra, e Sonja, prima di acconsentire, si domanda se l'incertezza non sia tutto sommato meglio perché contiene almeno un po' di speranza.
Quando Elena interroga Astrov, egli replica di non avere alcun particolare sentimento per Sonja, e conclude che le domande che Elena gli pone non sono che un espediente per indurlo a confessare il suo amore per lei. Astrov bacia Elena, e Vanja li vede; agitata, Elena prega Vanja di aiutarla a convincere il professore suo marito a partire immediatamente. Prima che il professor Serebrijakov possa parlare a tutti, Sonja capisce dal grande impaccio di Elena che Astrov non la ama.
Serebrijakov annuncia di aver trovato una soluzione ai problemi finanziari della famiglia: la tenuta sarà venduta e con il ricavato saranno acquistate azioni e una villa in Finlandia per sé ed Elena. Furioso, Vanja chiede dove Sonja, Marija e lui stesso dovrebbero vivere; protesta che la tenuta appartiene anche a Sonja e che nessuno l'ha mai ringraziato per il lavoro e i sacrifici dedicati a quella tenuta e allo stesso professore. Sempre più inferocito, Vanja accusa Serebrijakov per la rovina della sua vita e il fallimento di tutte le sue speranze e prospettive.
La madre, anziché spalleggiarlo, lo prega perché ascolti le ragioni del professore; Elena insiste per essere portata via dalla tenuta e Sonja supplica il padre perché trovi un accordo con Vanja.
Serebrijakov esce per tentare di parlare con Vanja; fuoriscena si sente un colpo di pistola; Serebrijakov rientra, inseguito da Vanja che gli punta addosso una rivoltella. Spara ancora al professore, ma di nuovo lo manca.
Quarto atto
Poche ore dopo, Elena e il professore sono pronti a partire. Astrov dice a Vanja che, un tempo, loro due erano gli unici uomini acculturati del distretto, ma che dieci anni di vita meschina li hanno trasformati in esseri volgari. Vanja ha rubato dalla borsa del dottore una fiala di morfina, presumibilmente per suicidarsi. Astrov e Sonja lo scoprono e lo costringono a restituire la fiala.
Elena e Serebrijakov salutano tutti. Elena si scusa con Astrov per essere andata troppo oltre. Serebrijakov e Vanja convengono che tutto rimarrà come prima. 
Dopo che tutti se ne sono andati, Sonja e Vanja riprendono il loro lavoro di contabilità; Sonja parla della vita, del valore del lavoro, e della sua speranza per una ricompensa ultraterrena.

## Rappresentazioni
Dopo alcune rappresentazioni in teatri di provincia Zio Vanja debuttò il 26 ottobre 1899 al Teatro d'arte di Mosca, regia di Vladimir Ivanovič Nemirovič-Dančenko e Konstantin Sergeevič Stanislavskij, con V.V. Lužskij (Serebrjakov), Ol'ga Leonardovna Knipper (Elena Andreevna), M.P. Lilina (Sonja), E.M. Raevskaja (Marija Vasil’evna), A.L. Višnevskij (Vojnickij), K.S. Stanislavskij (Astrov), A.R. Artёm (Telegin), M.A. Samarova (Marina).
La prima in Italia, col titolo Zio Giovanni, traduzione di Odoardo Campa, ebbe luogo il 3 maggio 1922, presso il Teatro Niccolini di Firenze, dalla Compagnia di Uberto Palmarini, con Uberto Palmarini, Wanda Capodaglio, Celeste Aida Zanchi, Pio Campa, A. Raspantini.

## Opere derivate
Un adattamento cinematografico è Djadja Vanja, regia di Andrej Končalovskij, del 1970.
Dal testo teatrale è stato tratto il film Vanya sulla 42esima strada (Vanya on 42nd Street) con la sceneggiatura di David Mamet e la regia di Louis Malle nel 1994.
Del 2021 è il film Drive My Car diretto da Ryūsuke Hamaguchi, la cui sceneggiatura rimanda ampiamente all'opera teatrale di Čechov (messa in scena dai personaggi stessi).